# رضا رباني
رضا رباني (باللغة الأردية: رضا ربانى)؛ (23 يوليو 1953 - ) سياسي باكستاني شغل منصب الرئيس السابع لمجلس الشيوخ الباكستاني من مارس 2015 إلى مارس 2018.
تم انتخابه عضوًا في مجلس الشيوخ ست مرات منذ عام 1993 عن إقليم السند. وكان مساعدًا مقربًا لبينظير بوتو التي عينته نائب الأمين العام للحزب في عام 1997، وزعيم المعارضة في مجلس الشيوخ في عام 2005. وشغل رباني منصب الوزير الاتحادي للتنسيق بين المحافظات، ووزير الدولة للقانون والعدالة.